# El Diablo (film 1990)
El Diablo è un film per la televisione del 1990, diretto da Peter Marckle e scritto da John Carpenter e Tommy Lee Wallace, con Anthony Edwards e John Glover.
Il film fu trasmesso per la prima volta dalla televisione statunitense il 22 luglio 1990.

## Trama
Il noto fuorilegge El Diablo (Robert Beltran) rapisce un'alunna; a questo punto, un'insegnante e il mercante Billy Ray (Anthony Edwards) decidono di recuperarla. Non riuscendo a trovarla da solo, Billy Ray si farà aiutare da un famoso cacciatore di taglie, al cui seguito c'è anche il biografo ufficiale.